# Jacques Wahl
Pour les articles homonymes, voir Wahl.
Jacques Wahl, né le 18 janvier 1932 à Lille, est un haut fonctionnaire français.

## Biographie

### Jeunesse et études
Jacques Wahl est le fils d'Abraham Wahl, décédé en déportation en 1942, et de Syma Kornbluth, commerçante en tissus à Lille.
Il suit des études en droit et en économie à l'université de Lille. Il obtient un certificat d’aptitude aux fonctions d’avocat et un diplôme de l'Institut d'études politiques de Paris, où il prépare les concours de la haute fonction publique. Admis à l'École nationale d'administration, il effectue son stage d'entreprise à l'atelier des presses de la Télémécanique. Il sort major de la promotion Lazare-Carnot, en 1961.

### Parcours professionnel
Jacques Wahl choisit l'inspection générale des finances à sa sortie de l'ENA. Il évolue dans les administrations économiques de l’État. Il devient chargé de mission à la Direction générale du Trésor en 1967 et secrétaire du conseil de direction du Fonds de développement économique et social la même année.
Il est conseiller technique au cabinet ministériel de François-Xavier Ortoli, ministre de l'Économie entre 1968 et 1969, et conserve ce poste lorsque Valéry Giscard d'Estaing est nommé à la même fonction ministérielle.
Lorsqu'il quitte le cabinet de Giscard d'Estaing, Jacques Wahl est nommé sous-directeur du Trésor. Il s'éloigne de la centrale en devenant conseiller financier auprès de l'ambassade de France aux États-Unis entre 1973 et 1978. Il est parallèlement administrateur du Fonds monétaire international et de la Banque internationale pour la reconstruction et le développement. 
Nommé secrétaire général adjoint de la présidence de la République française en juin 1978, il en est le secrétaire général pendant les dernières années du mandat de Valéry Giscard d'Estaing, du 29 novembre 1978 au 21 mai 1981,. 
Valéry Giscard d'Estaing demande à François Mitterrand de lui trouver un poste adapté à sa stature lors de la la passation des pouvoirs en raison de ses services rendus à l’État. Wahl est nommé en 1982 directeur général de la Banque nationale de Paris (BNP), au côté de Jacques Masson. Il est conseiller du président Michel Pébereau à partir de 1994.